# Les Bonnes Conditions

Les Bonnes Conditions est un documentaire tourné sur une période de 13 ans (entre 2003 et 2016), qui suit, de la classe de seconde jusqu'à la veille de leurs 30 ans, huit jeunes du 7e arrondissement de Paris,.

## Commentaire
Les Bonnes Conditions montre l'influence du milieu de naissance, ici le milieu bourgeois, sur l'entrée dans la vie adulte. À partir d'entretiens réalisés chaque année chez chacun d'eux ou chez leur professeur d'histoire-géographie, le documentaire suit la progression vers l'autonomie personnelle et la vie professionnelle de quatre filles et quatre garçons issus des quartiers chics, de leurs seize ans à l'approche de leurs trente ans.

## Fiche technique
Sauf indication contraire ou complémentaire, les informations mentionnées dans cette section proviennent du générique de fin de l'œuvre audiovisuelle présentée ici.
- Réalisation, caméra et son : Julie Gavras
- Scénario : Julie Gavras et Emmanuelle Tricoire
- Production : Alexandre Gavras et Céline Nusse
- Sociétés de production : Arte[9] K.G. Production et Zadig Productions
- Montage : Pierre Haberer
- Mixage : Aymeric Dupas
- Durée : 86 minutes
- Diffusion : Mai 2018 sur Arte[10]
- Musique : Le Carnaval des animaux et Concerto pour piano nº 2 de Saint-Saëns

## Chapitrage du documentaire
- 2003 - 2006 : Les années lycée
- 2006 - 2010 : Les années d'études supérieures
- 2012 - 2016 : L'entrée dans la vie active